# Tetragnatha perkinsi
Tetragnatha perkinsi là một loài nhện trong họ Tetragnathidae.
Loài này thuộc chi Tetragnatha. Tetragnatha perkinsi được Eugène Simon miêu tả năm 1900.